# 연합뉴스TV
연합뉴스TV(Yonhap News TV)는 대한민국의 유료 플랫폼으로 방송하는 보도전문채널이다. 
본사는 서울특별시 마포구 상암산로 76 (상암동)에 있다.

## 지배구조
2011년 1월 연합뉴스티브이가 보도전문 방송채널사용사업자(PP)로 출범하였고, 출범시 학교법인 을지학원(상표 ‘을지재단’)의 특수관계자가 2대 주주로서 지분 출자(학교법인 을지학원 9.9%, 의료법인 을지병원 4.959% 등)하였다. 2023년 의료법인 을지병원이 학교법인 을지학원에 보유 주식 기증계약을 체결하고, 학교법인 을지학원 이사장 박준영이 추가로 지분 0.826% 취득 계약을 체결하여 주식회사 연합뉴스티브이에 대한 을지재단 특수관계자의 지분 비율이 30.082%로 최다액출자자 지위에 있게 되었다.

## 역사

### 2010년대
- 2010년 12월 31일: 방송통신위원회, (주)연합뉴스TV 컨소시엄을 보도전문채널사용사업자로 단독 선정
- 2011년 3월 15일: (주)연합뉴스TV, 창립 주주총회 개최
- 2011년 4월 4일: 방송통신위원회, (주)연합뉴스TV 방송채널사용사업 승인
- 2011년 6월 3일: (재)한국문화산업교류재단과 MOU 체결
- 2011년 6월 9일: 아랍권 보도 채널인 알자지라와 영상 협약 체결
- 2011년 8월 10일: 러시아 보도 채널인 러시아 투데이와 협력 협정
- 2011년 9월 5일: 하와이 한인 방송국 KBFD-TV와 방송 협약 체결
- 2011년 9월 26일: 대만 뉴스전문채널인 TVBS와 교류협력 MOU 체결
- 2011년 10월 17일: 채널명 뉴스Y BI(Brand Identity) 공개
- 2011년 12월 1일: 뉴스Y 개국.[3]
- 2012년 1월 16일: 청각 장애인을 위한 자막방송 하루 3시간(오후 5~8시), 청각 장애인을 위한 수화방송 오전, 낮 수시 실시
- 2012년 3월 7일: 대한공공의학회 업무협약 체결
- 2013년 10월 21일: 사옥 이전(서울특별시 중구 수하동 을지로2가 미래에셋 센터원 빌딩→서울특별시 종로구 수송동 연합뉴스 신사옥)
- 2014년 1월 6일: 뉴스Y 프로그램 개편
- 2015년 1월 5일: 채널명을 뉴스Y에서 연합뉴스TV로 변경

## 아나운서
- 1기(2011년 입사)
  - 남자: 김승재

- 2기(2012년 입사)
  - 여자: 성유미 (2021년 퇴사 후 2022년 재입사)

- 6기(2014년 입사)
  - 여자:  조서연, 이승희

- 7기(2015년 입사)
  - 남자: 이남규

- 9기(2016년 입사)
  - 남자: 서태왕 (2017년 퇴사 후 2018년 재입사)

- 11기(2017년 입사)
  - 남자: 김민광(특채)
- 13기(2019년 입사)
  - 남자: 오세혁(특채)

- 15기(2021년 입사)
  - 남자: 김빅토리아노
  - 여자: 한보선

- 16기(2022년 입사)
  - 남자: 왕준호
  - 여자: 이유진, 이보현

- 18기(2024년 입사)
  - 남자: 이상철
  - 여자: 조해린, 허재연, 유미라, 최아영, 전세희, 이주혜
- 19기(2025년 입사)
  - 남자: 노경철, 박정준
  - 여자: 백시연, 황지윤, 변차연

## 뉴스캐스터
- 함현지(2024년 입사)
- 김기은(2024년 입사)
- 강수지(2024년 입사)

## 전직 아나운서
- 남자: 한규영, 윤길환 (현 MBN 기자), 김선근 (전 KBS 아나운서), 박창현 (전 MBC 아나운서), 박준수, 이재훈 (현 JRB 대표) 이태연, 이민재, 박현식, 김도헌 (현 블랙스완 대표), 최창은 (현 광주방송 아나운서), 안치용, 박영식, 이교욱 (현 MBN 기자), 이승준, 윤도현, 이정섭 (현 YTN 앵커), 황인성, 고강용 (현 MBC 아나운서), 이영택
- 여자: 김수민, 박연경 (현 MBC 아나운서), 조승연, 배경은, 서쥬리 (현 KTV 한국정책방송 앵커), 신수민, 은예솔 (현 롯데홈쇼핑 쇼호스트), 김정, 옥자영, 허승하, 박지민 (현 MBC 아나운서), 이윤정(현 KBS 46기 아나운서), 박송이, 변정연 (현 원주MBC 아나운서), 정보윤, 김민형 (전 SBS 아나운서), 박인애, 송서미, 김난영(현 현대홈쇼핑 인턴 쇼호스트), 이경희, 강설이, 박서현, 석지연(현 SK스토아 쇼호스트), 조영빈, 류미정, 정예지, 이가은, 엄지민 (현 YTN 앵커), 박가영, 안애경, 허유원 (현 KBS 50기 아나운서), 김나연, 이나연,  유채림, 신재은, 강다은, 박선영 (현 MBC 아나운서) 장혜린

## 취재 기자
- 2015년 신입 공채
  - 전원 퇴사
- 2016년 신입 공채
  - 박수주: 외교부 기자
  - 서형석: 스포츠문화부 기자
  - 정주희: 정치부 기자
  - 장보경: 정치부 기자

- 2017년 신입 공채
  - 곽준영: 경제부 기자
  - 구하림: 뉴스총괄부 기자
  - 김수강: 경제부 기자
  - 소재형: 국제부 기자
  - 이동훈: 사회부 기자
  - 임혜준: 경제부 기자
  - 조성흠: 사회부 기자
  - 최덕재: 경제부 기자
  - 최지숙: 경제부 기자

- 2019년 신입 공채
  - 나경렬: 디지털뉴스부 기자
  - 방준혁: 사회부 기자
  - 신현정: 스포츠문화부 기자
  - 윤솔: 정치부 기자
  - 이상현: 전국부 기자
  - 이호진: 전국부 기자
  - 정다예: 정치부 기자

- 2021년 신입 공채
  - 김예림: 사회부 기자
  - 김유아: 사회부 기자
  - 장효인: 국제부 기자
  - 차승은: 사회부 기자

- 2022년 신입 공채
  - 박지운: 경제부 기자
  - 신선재: 사회부 기자
  - 이화영: 스포츠문화부 기자
  - 정다미: 경제부 기자
  - 한채희: 사회부 기자

- 2023년 신입 공채
  - 김예린: 사회부 기자
  - 김주영: 경제부 기자
  - 문승욱: 정치부 기자
  - 문형민: 경제부 기자
  - 안채린: 디지털뉴스부 기자
  - 오주현: 경제부 기자
  - 이다현: 정치부 기자
  - 이채연: 사회부 기자
  - 임하경: 과학기상부 기자
  - 정래원: 국제부 기자
  - 최지원: 사회부 기자
  - 최진경: 국제부 기자
  - 한웅희: 사회부 기자
  - 홍서현: 정치부 기자

- 2024년 신입 공채
  - 강재은: 국제부 기자
  - 김선홍: 사회부 기자
  - 김수빈: 경제부 기자
  - 김준하: 경제부 기자
  - 배규빈: 사회부 기자
  - 서승택: 사회부 기자
  - 신주원: 국제부 기자
  - 엄승현: 전국부 기자
  - 장한별: 경제부 기자
  - 진기훈: 사회부 기자
  - 천재상: 전국부 기자
- 2025년 신입 공채 
  - 김나영: 전국부 기자
  - 김도헌: 경제부 기자
  - 김민아: 정치부 기자
  - 김태욱: 사회부 기자
  - 박준혁: 사회부 기자
  - 배시진: 경제부 기자
  - 배윤주: 사회부 기자
  - 배진솔: 경제부 기자
  - 송채은: 사회부 기자
  - 양소리: 정치부 기자
  - 우준성: 스포츠문화부 기자
  - 윤형섭: 경제부 기자
  - 이지윤: 국제부 기자
  - 이초원: 스포츠문화부 기자
  - 전동흔: 전국부 기자
  - 정호진: 사회부 기자
  - 하준: 전국부 기자

## 보도본부장
- 김석진(2011~2012)
- 이래운(2013~2015)
- 김홍태(2015~2018)
- 이성섭(2018.~2019. 4.)
- 성기홍(2019. 4.~2021. 9.)
- 맹찬형(2021. 9.~2022.)
- 신지홍(2022~)

## 기상캐스터
- 조민주
- 양윤진
- 전세영
- 김수진
- 김민지
- 박서정
- 진연지
- 한가현

## 프로그램

### 방영 프로그램
- 뉴스 01~04
- 뉴스오늘
- 출발 600
- 라이브 투데이
- 뉴스포커스
- 뉴스센터
- 뉴스현장
- 뉴스1번지
- 뉴스워치
- 뉴스잇
- 뉴스프라임
- 뉴스리뷰
- 뉴스투나잇
- 뉴스 24
- 토요와이드 / 일요와이드
- 뉴스 17
- 뉴스 20
- 연합뉴스TV 뉴스특보
- 뉴스 13~15 - 주휴일, 공휴일 한정 / 낮 시간대
- 뉴스 21~23 - 주휴일, 공휴일 한정 / 밤 시간대
- 미니다큐 아름다운 사람들
- 바로보는TV 옴부즈맨
- 연중기획 하모니
- 명품리포트 맥
- 맛있는 우리말
- 탐사보도 뉴스프리즘
- 풍경여지도
- 연합뉴스TV 스페셜
- 인사이드

### 종영 프로그램
- 뉴스센터 12
- 뉴스센터 13
- 북한은 오늘
- 생생네트워크
- 투데이 고용플러스

## 제공 시보
- 기아자동차
- 배재대학교
- 한글과컴퓨터
- 유니메드제약 : 매 시간 뉴스 시작 직전과 종료 직후에 송출 예정
- 싸다구플라워 : 윤수현 모델이다.
- 루마썬팅
- 미래신용정보
- 경동하우징
- 박소현의 대리운전 좌우로정렬 2588-2588
- 진양제약
- 박현빈 꽃배달
- 양우건설 양우 내안에
- 2580-2580 대리운전 : 개그맨 이상호화 이상민의 모델이다.
- 신성대학교
- 큰맘할매순대국
- 브이맥스 : 남성용 영양제로 김보성이 모델이다.
- 사구플라워
- 서희건설
- 티타임 A1 : 강주은 모델이다.(09월 01일부터 연합뉴스TV 채널에서 송출 예정)
- 꽃사시오 :2017년부터 YTN 채널에서 광고했던 꽃전문이였으니 09월 01일부터 연합뉴스TV 채널에서 송출 예정

## 마케팅

### CI

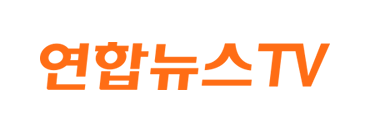

- 2011년 12월 1일부터 슬로건과 함께 CI를 공개했다.
- CI는 무지개의 다채로운 색상을 모티브로 했다.
- 이는 특정한 색, 편협한 시각에 얽매이지 않는 창조성과 다양성을 상징한다고 밝혔다.
- 영문 사명을 기존에 쓰였던 뉴스Y 대신 모두 대문자인 연합뉴스TV로 사용한다고도 밝혔다.[4]
- 다만 로고는 소문자를 사용한다.

## 같이 보기
- CNN
- 폭스 뉴스
- 연합뉴스